# Horse Guards Parade

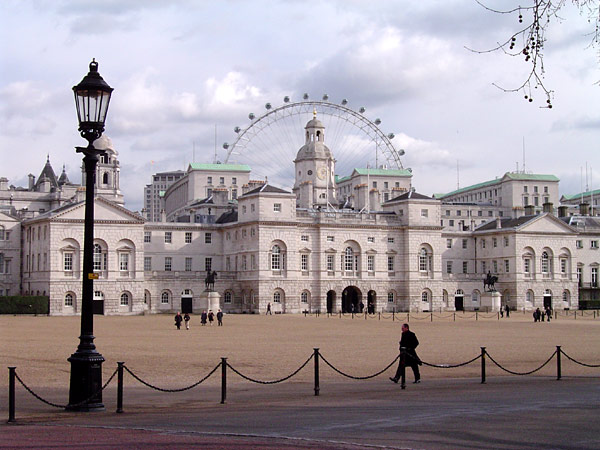
Horse Guards Parade, avec en arrière-plan London Eye, grande roue de Londres.

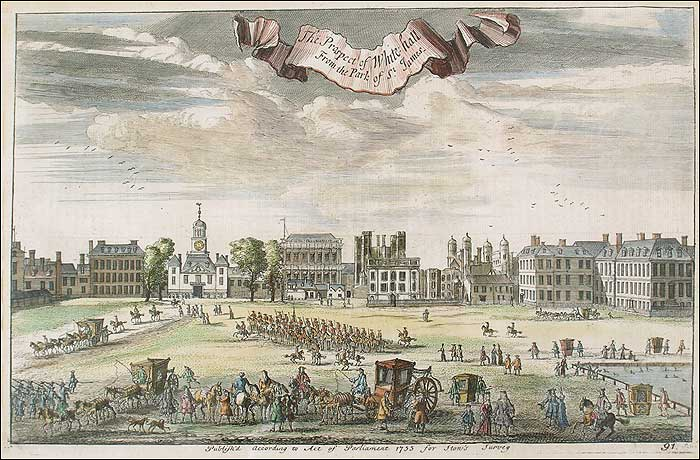
The Prospect of Whitehall from the Park of St James, par John Stow, publié sous licence datant de 1755. Horse Guards Parade.

Horse Guards Parade est une grande place située derrière la rue Whitehall dans la Cité de Westminster à Londres.
Il s'agissait, sous Henry VIII au XVIe siècle, de l'endroit au palais de Whitehall où se tenaient les joutes équestres. C'était également le théâtre des festivités organisées pour l'anniversaire de la reine Élisabeth Ire.
Cet espace, depuis le XVIIe siècle, a été utilisé pour des revues, des défilés militaires ou encore d'autres cérémonies. Ainsi, chaque année s'y déroule la revue militaire « Trooping the Colour », qui salue l'anniversaire du souverain régnant, ainsi que la cérémonie « Beating Retreat ».  
Jusqu'aux années 1990, la place servit de parc de stationnement réservé notamment aux hauts fonctionnaires de l'État. Aujourd'hui, aucun véhicule n'est autorisé à stationner sur la zone, depuis qu'un attentat par tirs de mortier perpétré le 7 février 1991 par l'IRA provisoire en direction du 10 Downing Street, fut exécuté à partir d'un véhicule garé près de Horse Guards Parade.

## Les édifices autour de la place Horse Guards Parade
Du côté ouest, la place est ouverte, elle donne sur Horse Guards Road et sur St. James's Park. La place est encadrée au nord par l' « Old Admiralty » (bâtiments de l'ancienne amirauté) ainsi que l' « Admiralty Citadel », à l'est par le « Horse Guards building » (bâtiment de la Horse Guards) et enfin, au sud par le « Foreign Office » ainsi que par l'arrière des jardins du « 10 Downing Street » (résidence officielle du Premier Ministre britannique).

### Old admiralty et Admiralty Citadel

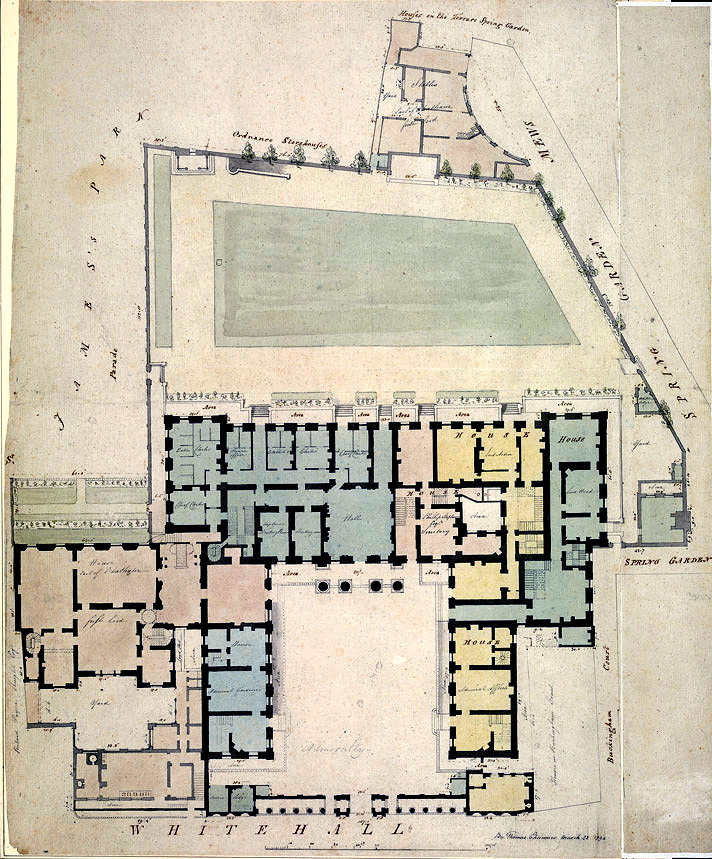
L'Amirauté en 1794. Les différentes couleurs désignent les différents Lords of the Admiralty (ou encore Ministres de la Marine). Le rose pâle en haut à droite constitue Admiralty House.

Le grand ensemble composé de cinq bâtiments de l'« Admiralty » (ancien Ministère de la Marine) s'étend sur le côté nord Horse Guards Parade jusqu'à Whitehall et The Mall. Ce ministère n'existant plus de nos jours, ces bâtiments sont désormais utilisés par le gouvernement britannique. 

#### Admiralty

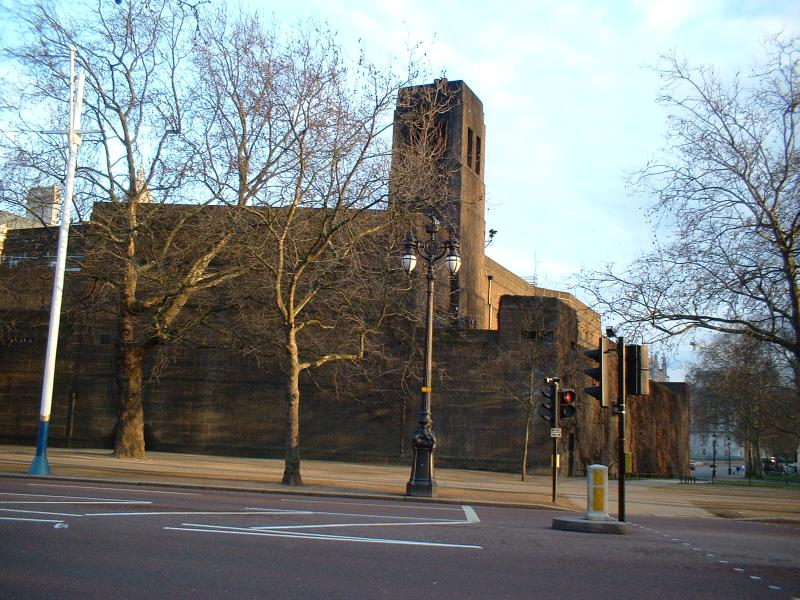
Admiralty Citadel, vue prise sur The Mall, 2004

Cet édifice est le plus ancien. Il fut appelé à l'origine « The Admiralty » (littéralement l' « Amirauté »). Il est désormais connu communément sous le nom de « Old Admiralty » (ou Ancienne Amirauté) alors qu'officiellement il s'agit du « Ripley Building ». Ce bâtiment fut conçu par Thomas Ripley, ex-charpentier,  protégé de Sir Robert Walpole : c'est un édifice de deux étages en forme de « U »  construit en briques et terminé en 1726. Son architecture est plutôt terne, manquant à la fois de la vigueur du style baroque dont la mode commençait à passer et de la magnificence austère du style palladien qui lui devenait à la mode. Néanmoins, il se distingue principalement comme étant le premier bâtiment existant en Grande-Bretagne hébergeant un service de l'État. Ainsi, il contenait une salle de conférence et d'autres bureaux ainsi que l'appartement du Lord of the Admiralty (ministre de la Marine). Robert Adam a conçu le parement qui fut ajouté à l'entrée en 1788. De nos jours, le Ripley Building est affecté au Cabinet Office.

#### Admiralty House
Cet hôtel particulier, relativement modeste, se situe au sud du Ripley Building et fut bâti à la fin du XVIIIe siècle pour devenir la résidence du First Lord of the Admiralty (ministre de la Marine), fonction supprimée en 1964. Winston Churchill en fut l'un des occupants. Le bâtiment ne dispose pas d'une entrée qui lui est propre sur Whitehall, de sorte que pour y entrer il faut passer par le Ripley Building. Il s'agit d'un bâtiment à 3 étages en briques jaunes avec une architecture d'intérieur de style néo-classique. La façade arrière donne directement sur la place Horse Guards Parade. Son architecte fut Samuel Pepys Cockerell. Aujourd'hui, il y a dans le bâtiment, outre des bureaux, trois appartements ministériels .

#### Old Admiralty Building (ou «Admiralty Extension»)

Admiralty Extension (un des deux édifices surnommés "Old Admiralty") datant du début XXe siècle.

C'est le plus grand des bâtiments de l'Amirauté. Sa construction commença fin XIXe siècle. Il fut redessiné alors que son édification était inachevée pour y ajouter des bureaux  consécutivement à la course à l'armement naval que la Grande-Bretagne entretenait avec l'Allemagne. Il est édifié de briques rouges et de pierres blanches dans un style architectural "Reine Anne" teinté d'influence française. Il est désormais utilisé par le Foreign Office. Au nord, le bâtiment est relié à l'Admiralty Arch par un pont enjambant une allée séparant les deux monuments. 

#### Admiralty Citadel
Il s'agit d'une forteresse sans fenêtre datant de la Seconde Guerre mondiale, sise au nord-ouest de Horse Guards Parade, désormais couverte de lierre. Sir Winston Churchill la décrivait dans ses mémoires comme "vast monstrosity which weighs upon the Horse Guards Parade" (un énorme monstre pesant de tout son poids sur Horse Guards Parade). Admiralty Citadel (littéralement « Citadelle de l'Amirauté ») est encore utilisée aujourd'hui par le Ministère de la Défense britannique.

### Horse Guards Building

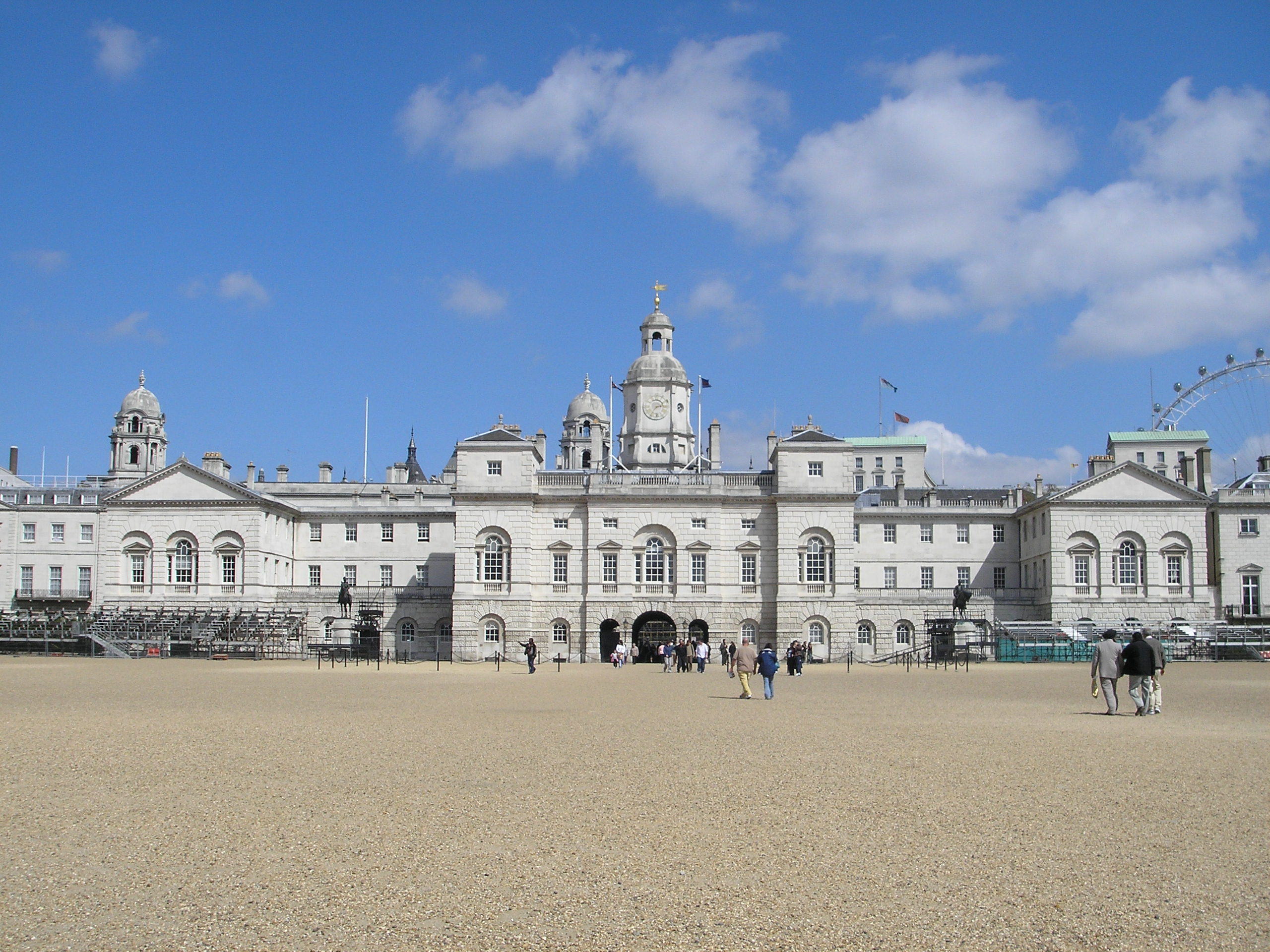
Horse Guards Building

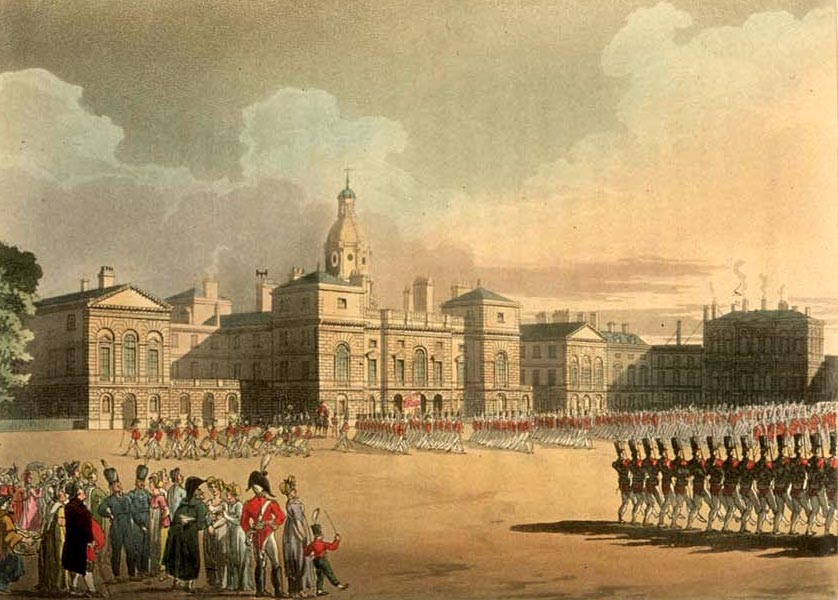
Horse Guards Parade en 1808.

« Horse Guards Building » est un long bâtiment, classé monument historique, situé sur la côté est de Horse Guards Parade et s'étend jusqu'à Whitehall. Il fut construit dans le style architectural palladien entre 1751 et 1753 par John Vardy d'après les plans de l'architecte William Kent. Le bâtiment fut édifié sur le site de l'ancien palais de Whitehall qui fut détruit par un incendie en 1698. La grande place du palais qui servait aux joutes équestres fut alors transformée en Horse Guards Parade, qui est située juste derrière Horse Guards building.
Le bâtiment était le quartier général de l'État-major de l'armée britannique et servait de bureaux au Commander-in-Chief (commandant en chef des armées) jusqu'en 1904, date à laquelle la fonction fut supprimée. Horse Guards Building fut donc par la suite le quartier général du « London District » . Le bâtiment constitue l'entrée protocolaire de St. James's Palace via St. James's Park. Seuls les membres de la famille royale sont autorisés à pouvoir franchir le porche d'entrée qui se situe au centre de l'édifice.
Horse Guards Building est en permanence gardé par des soldats de la Cavalerie de la Garde Royale à cheval ou à pieds (ce qui constitue une attraction courue par les touristes). Au mois d'août, les King's Troop Royal Horse Artillery remplace la Garde Royale à cheval 

En outre, c'est également le siège du Household Cavalry Museum (Musée de la Cavalerie de la Garde royale).

### Dover House
Cet édifice, situé sur le coin sud-est de l'esplanade et s'étend jusqu'à Whitehall, abrite le Scotland Office, ministère chargé des affaires spécifiques à l'Écosse.

### Le Cabinet Office, le Foreign Office et 10 Downing Street

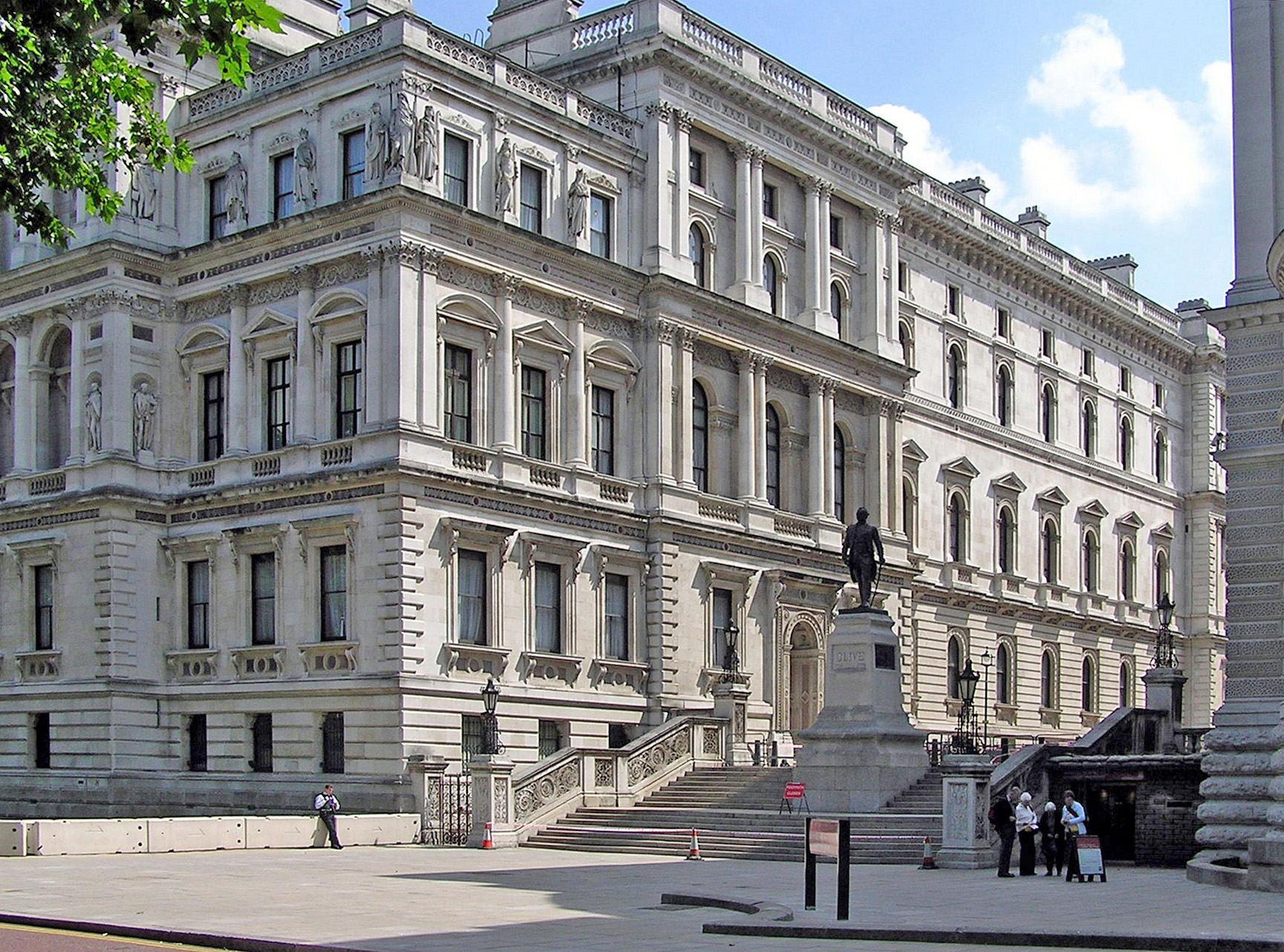
Foreign and Commonwealth Office

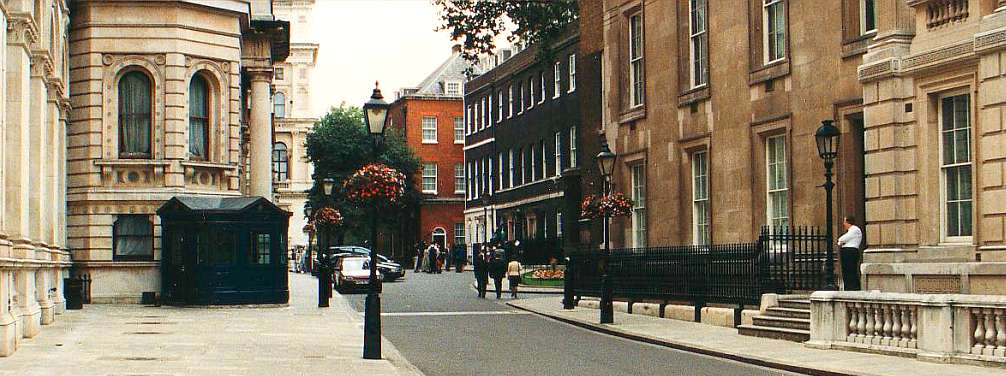
Vue sur Downing Street

Ces trois bâtiments occupent le côté sud de l'esplanade.

#### Cabinet Office
Le bâtiment qui est occupé par les services du Premier Ministre, couvre le coin sud-est de la place et s'étend jusqu'à Whitehall.

#### Foreign Office
Le « Foreign and Commonwealth Office » (FCO) est le ministère chargé des affaires étrangères, de la construction européenne et des relations avec les pays membres du Commonwealth. Le bâtiment construit de 1861 à 1868 par George Gilbert Scott, est situé en réalité sur le côté sud de Downing Street et est séparé de Horse Guards Parade par un petit square.

#### 10 Downing Street
Ce bâtiment est la résidence et le bureau du Premier ministre du Royaume-Uni, situé sur le côté nord de Downing Street. Les jardins de la résidence donne sur Horse Guards Parade. Voir vue aérienne de 10 Downing street et Horse Guards Parade .

## Les autres monuments du site

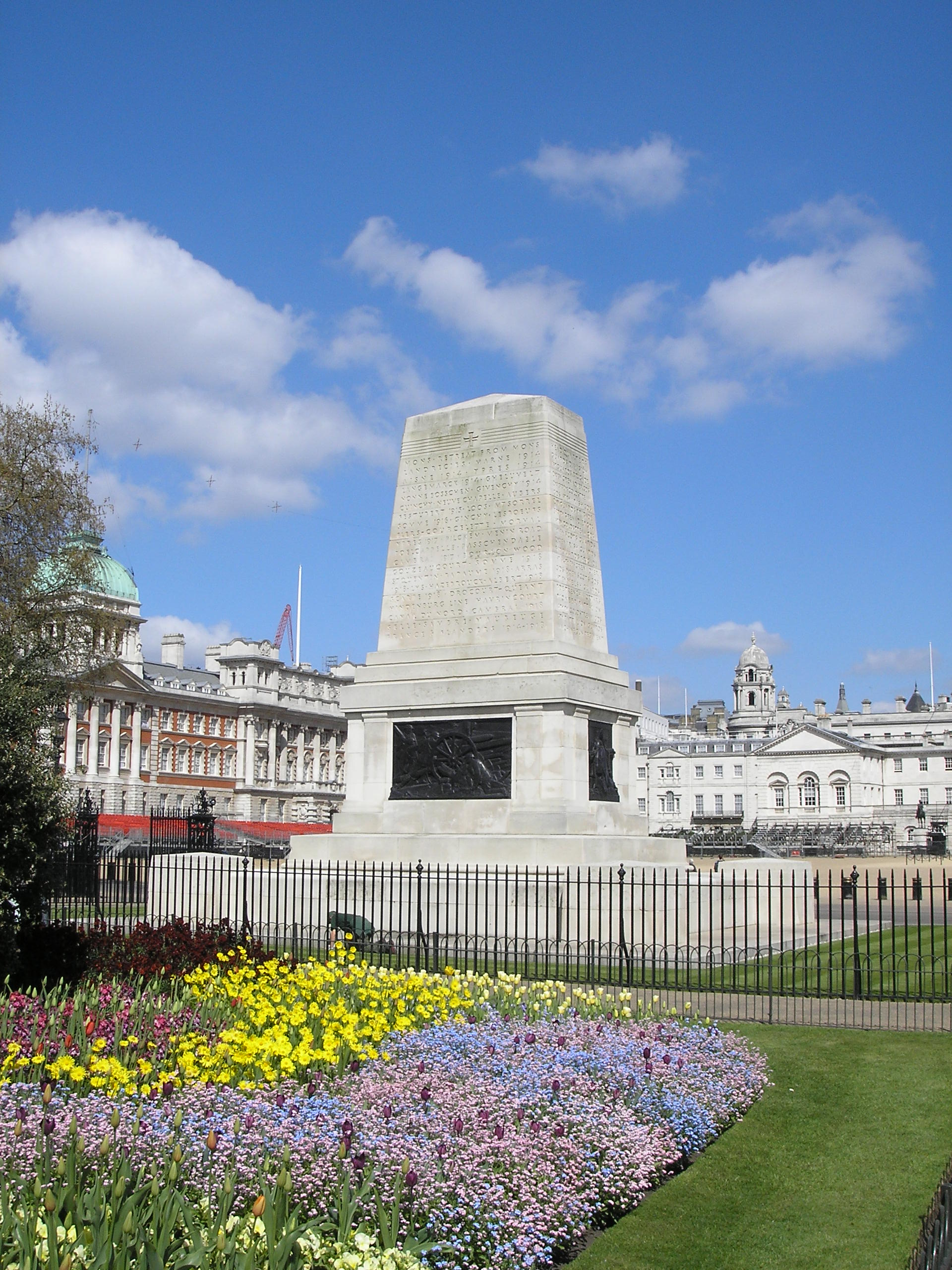
Guards Memorial

Plusieurs monuments militaires et trophées sont placés sur le pourtour de la place, notamment : 
- des statues de plusieurs maréchaux dont : Lord Kitchener, Frederick Roberts et Wolseley.
- un canon turc datant 1524 qui fut pris en Égypte en 1801.
- le Cádiz Memorial, un mortier français fixé sur un dragon chinois en fonte qui commémore la levée du siège de Cadix en Espagne en 1812.
- le Guards Memorial, du sculpteur Gilbert Ledward datant de 1923-26, érigé pour commémorer plus particulièrement la première bataille d'Ypres mais aussi toutes les autres batailles de la Première Guerre mondiale.
- en 2003, le Royal Naval Division Memorial, de l'architecte Sir Edwin Lutyens datant de 1925, fut replacé sur son site originel de Horse Guards Parade et dédié au "Beaucourt Day", bataille de Beaucourt-sur-l'Ancre ou Bataille de l'Ancre, novembre 1916).
- le fond de couleur noire du chiffre 2 de l'horloge qui domine la place et l'entrée du Horse Guards Building, curiosité qui, pense-t-on, commémore l'heure à laquelle Charles Ier d'Angleterre, le dernier souverain d'Angleterre, fut décapité à la Banqueting House située en face de Horse guards building.

## Un site des Jeux olympiques 2012
Horse Guards Parade a accueilli les épreuves de beach-volley pendant les Jeux olympiques d'été de 2012 à Londres. Un stade temporaire a été construit pouvant accueillir 15 000 spectateurs.